# Beuchaer Granitporphyr

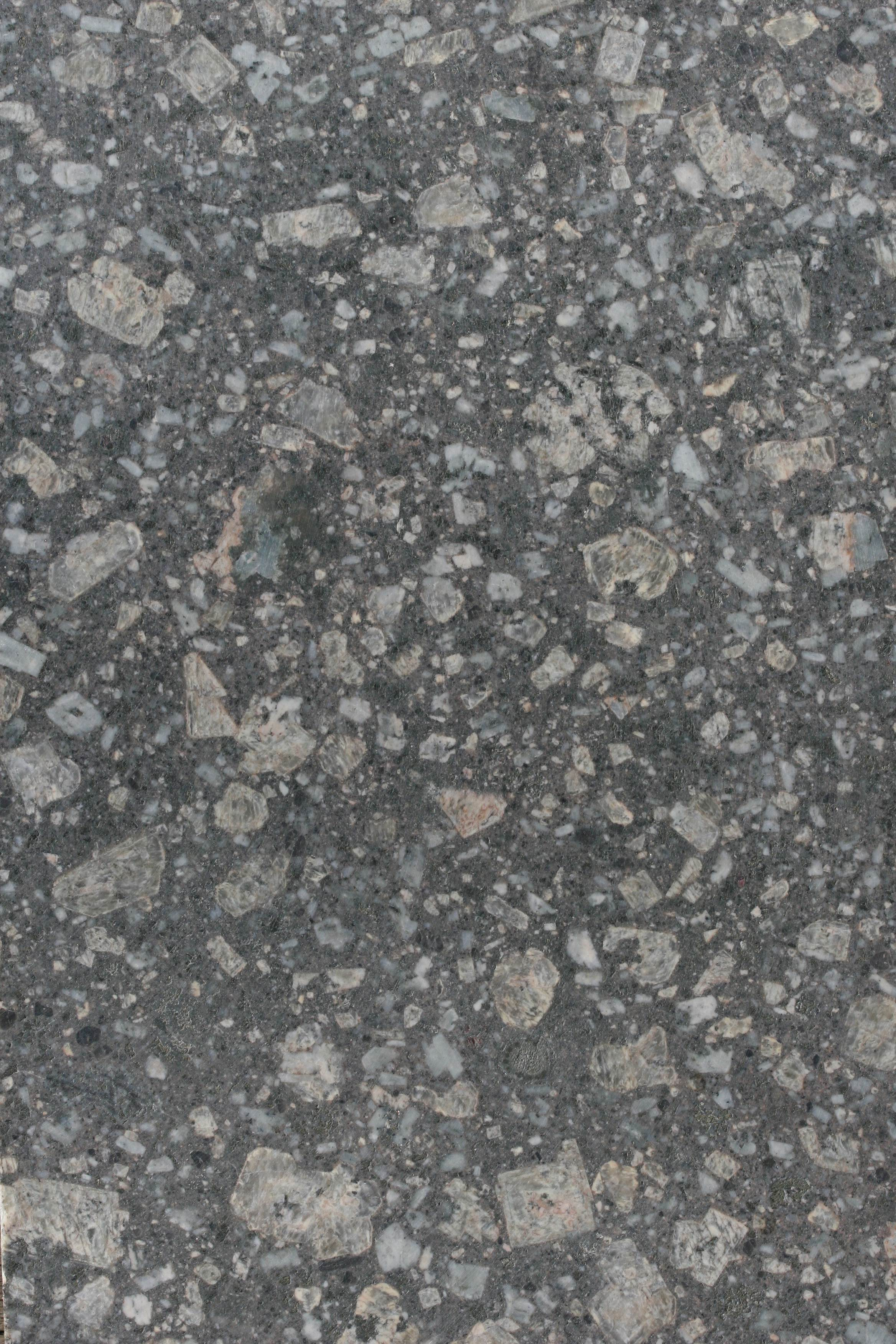
Beuchaer Granitporphyr, geschliffen, Muster ca. 24 × 15 cm

Das Gestein Beuchaer Granitporphyr ist ein Ergebnis magmatischer Aktivität, zählt deshalb zu den Magmatiten und wird petrographisch als Mikrosyenogranit bezeichnet. Zeitweilig war auch die Klassifizierung als Pyroxengranitporphyr üblich. Das Gesteinsvorkommen des Beuchaer Granitporphyrs liegt in Beucha bei Leipzig in Sachsen.

## Entstehung und Zusammensetzung
Der Beuchaer Granitporphyr ist ein ganggesteinsartiger Magmakörper aus der Unterrotliegendzeit (Autunium). Im Nordwestsächsischen Vulkanitkomplex wurden Magmen und Tuffe abgelagert und im Zuge von darin eindringenden Intrusionen entstanden Gesteinsvorkommen in Form von Gängen und Stöcken. Eine solche Lagerstättensituation liegt bei den in Beucha auftretenden pyroxenführenden Rhyolithoiden vor. In seiner Entstehungsphase hat der Beuchaer Granitporphyr vereinzelte Bruchstücke anderer Gesteine wie Grauwacke, Diorit, Gabbro, Hornfels, Lamprophyr, Diabas und Fettquarz eingeschlossen.
Die Gemengeteile des Beuchaer Granitporphyrs sind Quarz, Orthoklas, Plagioklas, Pyroxen, Chlorit, Biotit und Erzminerale. Die kristallinen Einsprenglinge geben dem Gestein sein porphyrisches Gefügebild.

## Abbau, Verwendung und Eigenschaften
Eine wirtschaftliche Nutzung des Beuchaer Granitporphyrs setzte mit dem Jahr 1884 ein, nachdem niederbayerische Steinmetzen nachgewiesen hatten, dass sich der gebrochene Stein aus Beucha sehr gut als Werkstein verarbeiten lässt. Diese Phase des intensiven Abbaus kam mit dem Zweiten Weltkrieg weitestgehend zum Erliegen. Heute wird in Beucha noch Granitporphyr durch ein Unternehmen im Steinbruch „Sorge“, einem Kesselbruch, der in eine flache Erhebung eingetieft ist, abgebaut. Die Abgrabungsfläche beträgt derzeit etwa 6–7 ha. Zukünftig kann sich der Abbau lediglich nach Südosten ausdehnen.
Dieser Naturstein hat eine grüne oder rote mikrokristalline Grundmasse, in der sich millimeter- bis zentimetergroße Einsprenglinge befinden. Die Einsprenglinge bestehen hauptsächlich aus ideomorphen Orthoklasen, Plagioklas, Quarz sowie einigen Erzmineralen und sind optimal verzahnt. Daher ist eine gute Haltbarkeit und Verwitterungsbeständigkeit gegeben. Beuchaer Granitporphyr ist frostfest und polierbar. Die Eigenschaften der Grundmasse und ihre Verzahnung mit den Einsprenglingen zeichnen für die gute Bearbeitbarkeit als Werkstein. Er wird als Architekturgestein, für Treppen- und Bodenbeläge, Pflaster und im Gartenbau verwendet und gelegentlich als Grabsteinmaterial.

## Bauwerke

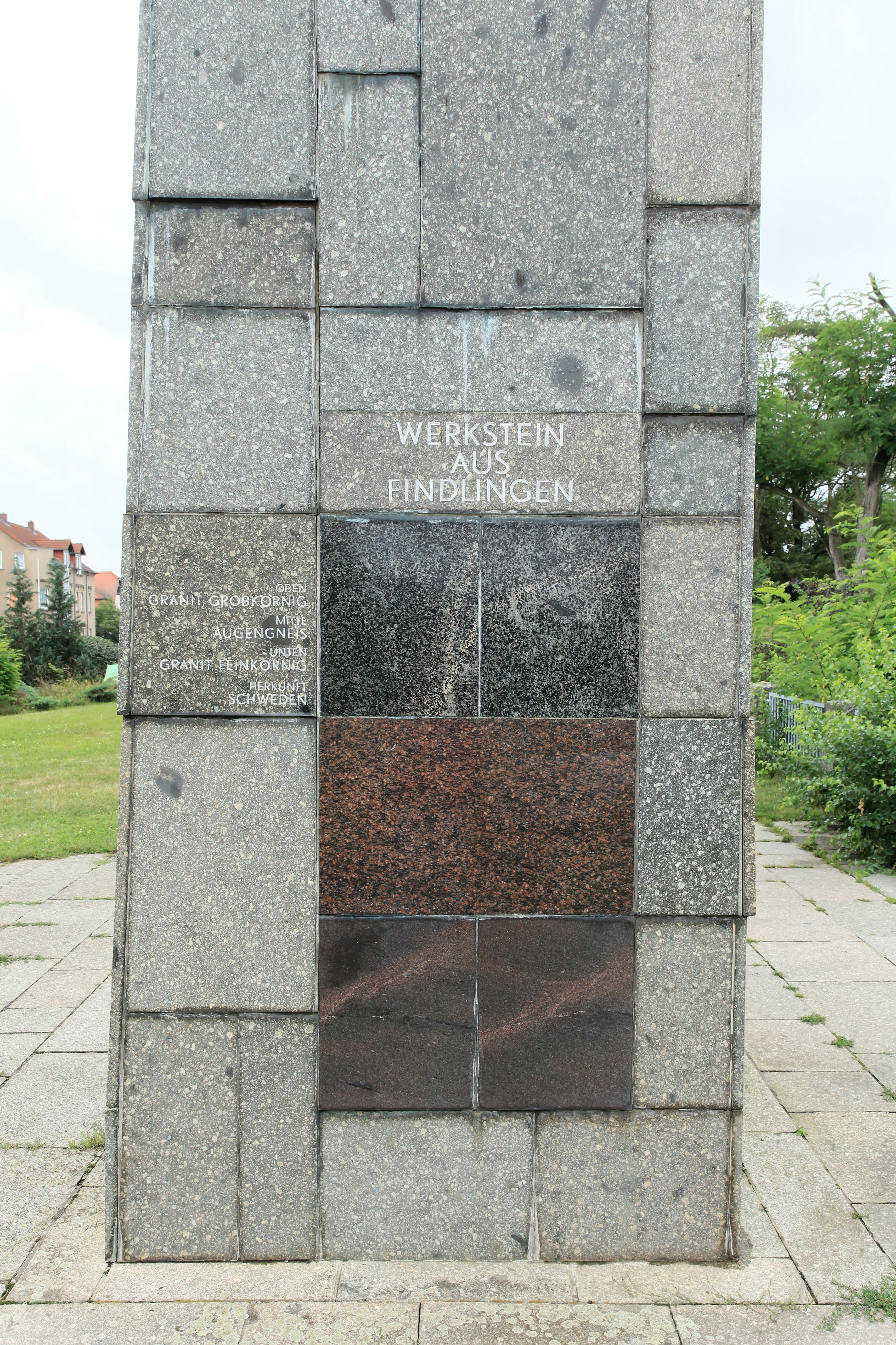
Grauer Beuchaer Granitporphyr, mit tupfenförmigen Xenolithen, als „Umrahmung“ der skandinavischen Gesteinsmuster

Das Völkerschlachtdenkmal in Leipzig wurde in seinen sichtbaren Teilen aus Beuchaer Granitporphyr gebaut. Beim Bau des Völkerschlachtdenkmals und bei der Fertigung seiner Monumentalfiguren ist der Granitporphyr als Beuchaer Werkstein bekannt geworden. Für das Bauvorhaben wurden 26.500 Steinblöcke in Beucha gewonnen, bearbeitet und nach Leipzig gebracht.
Am Aussichtspunkt vor einem historischen Steinbruch am Kirchberg in Beucha befinden sich zwei Stelen, die mit Natursteinplatten verkleidet sind. Teilweise wurde dazu Beuchaer Granitporphyr als Verkleidungsmaterial benutzt.

## Literatur

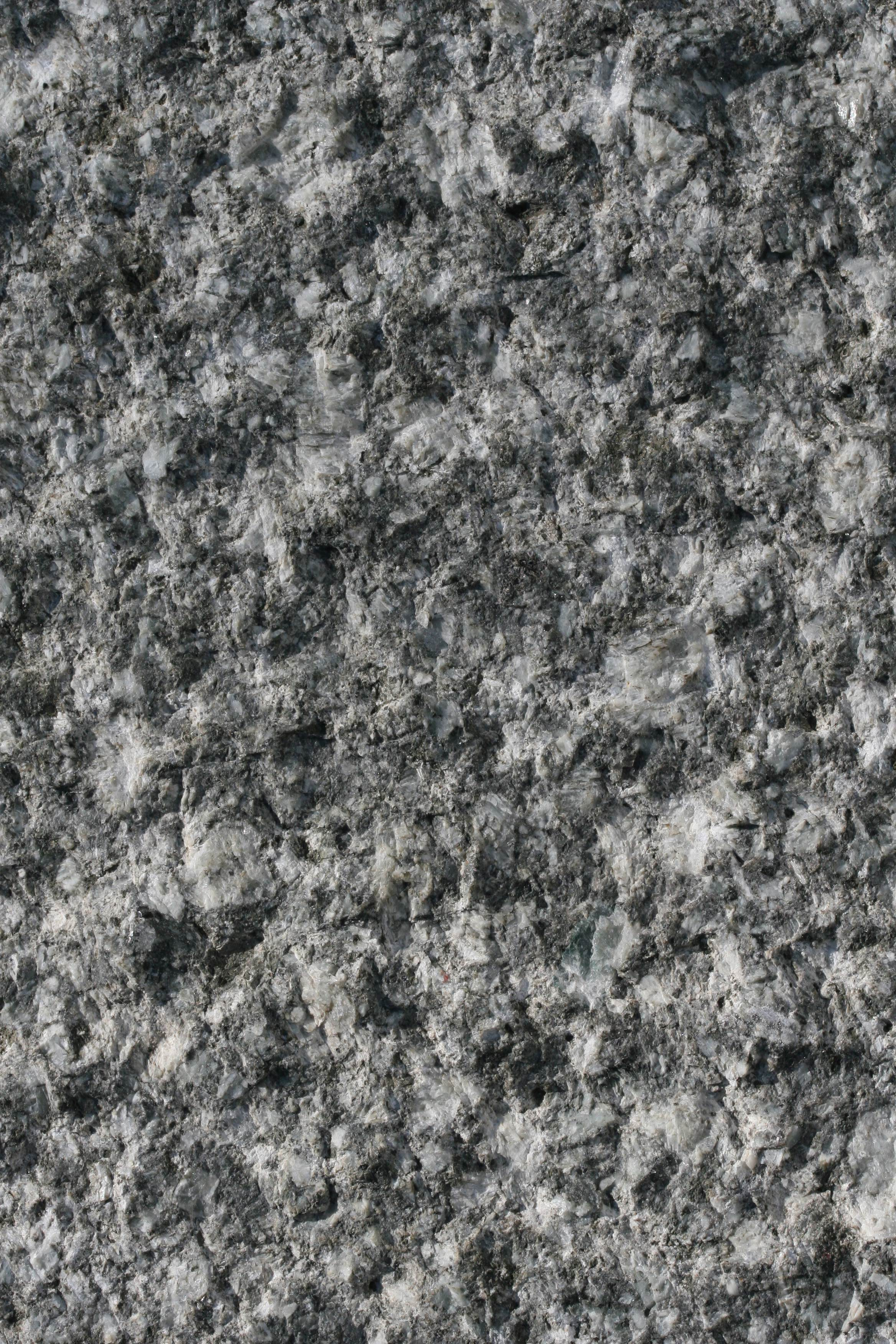
Beuchaer Granitporphyr, punktgespitzt, Muster ca. 25 × 15 cm
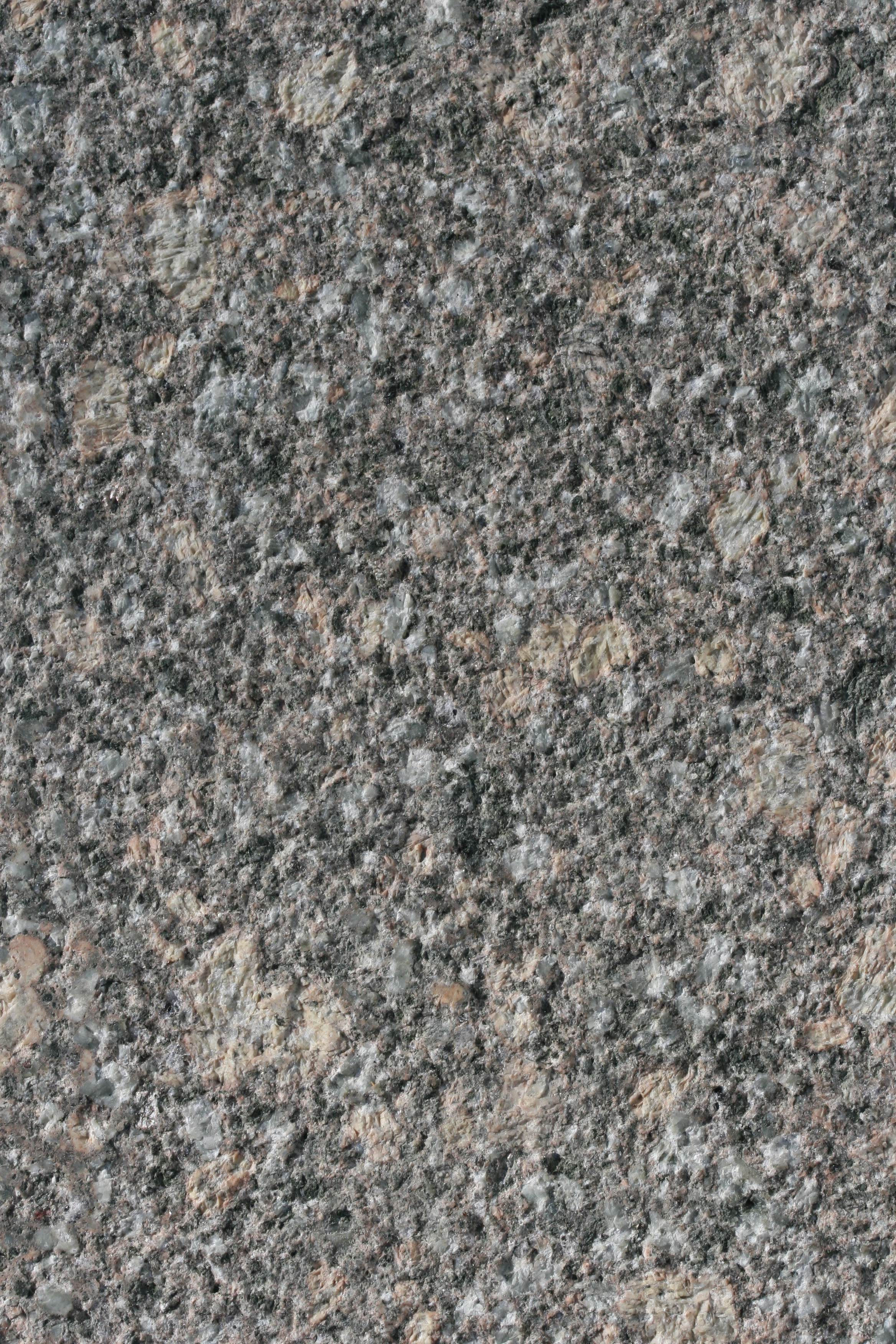
Beuchaer Granitporphyr, gestockt, Muster ca. 25 × 15 cm